# Bezciyanskolan
Bezciyanskolan, är en armenisk skola i Turkiet grundad 1823.
Det var den första armeniska skolan i Istanbul. Där gick bland annat den mördade journalisten Hrant Dink.